# MG 131重機槍
MG 131 （德語：Maschinengewehr 131或是機槍 131）是萊茵金屬於1938年開發出一款德制13毫米口徑機槍並在1940年到1945年進行大規模生產。

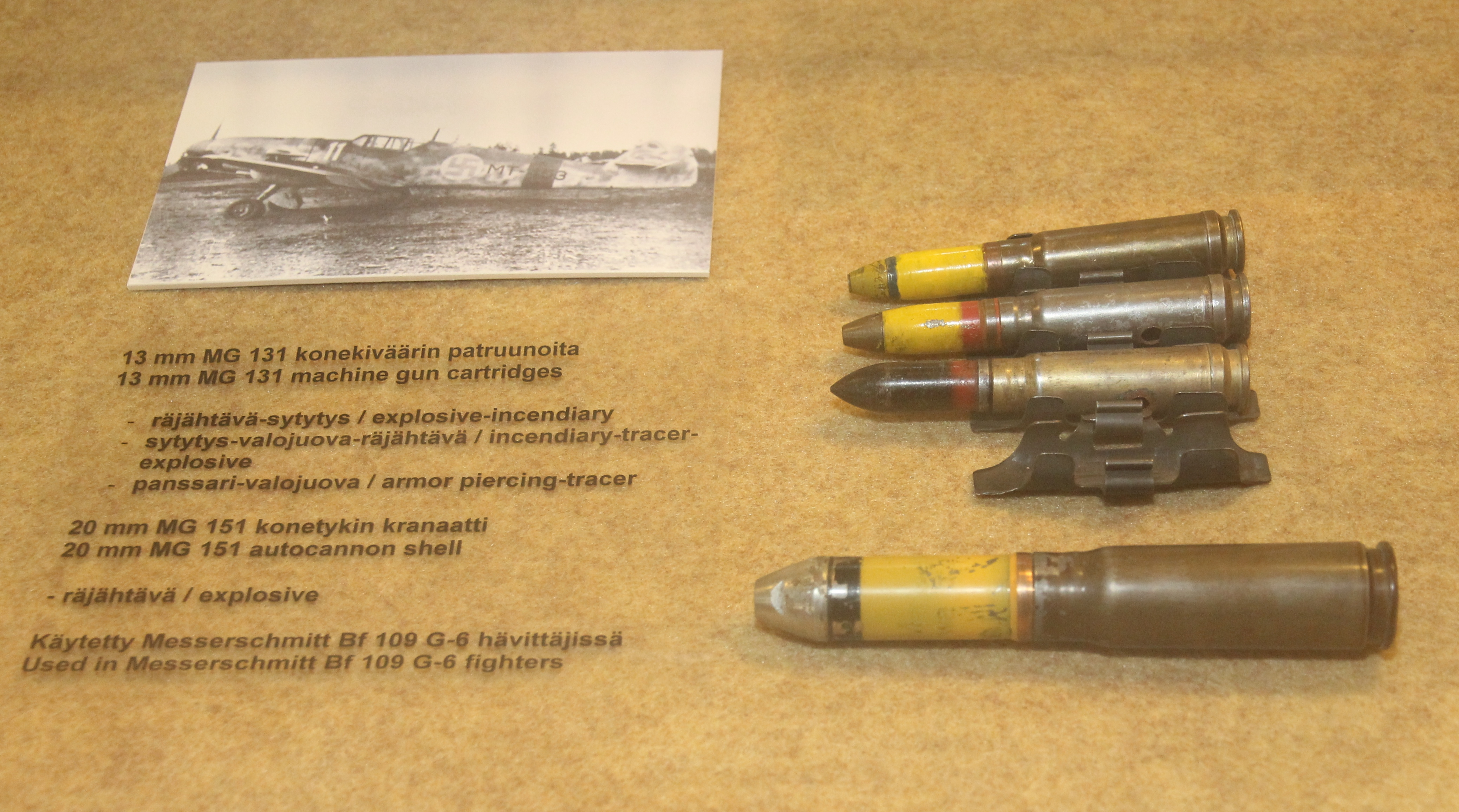
MG 131用子彈（圖上方）

這種重機槍用子彈可追溯至第一次世界大戰末期，德國M1918反坦克槍用子彈。

## 用途

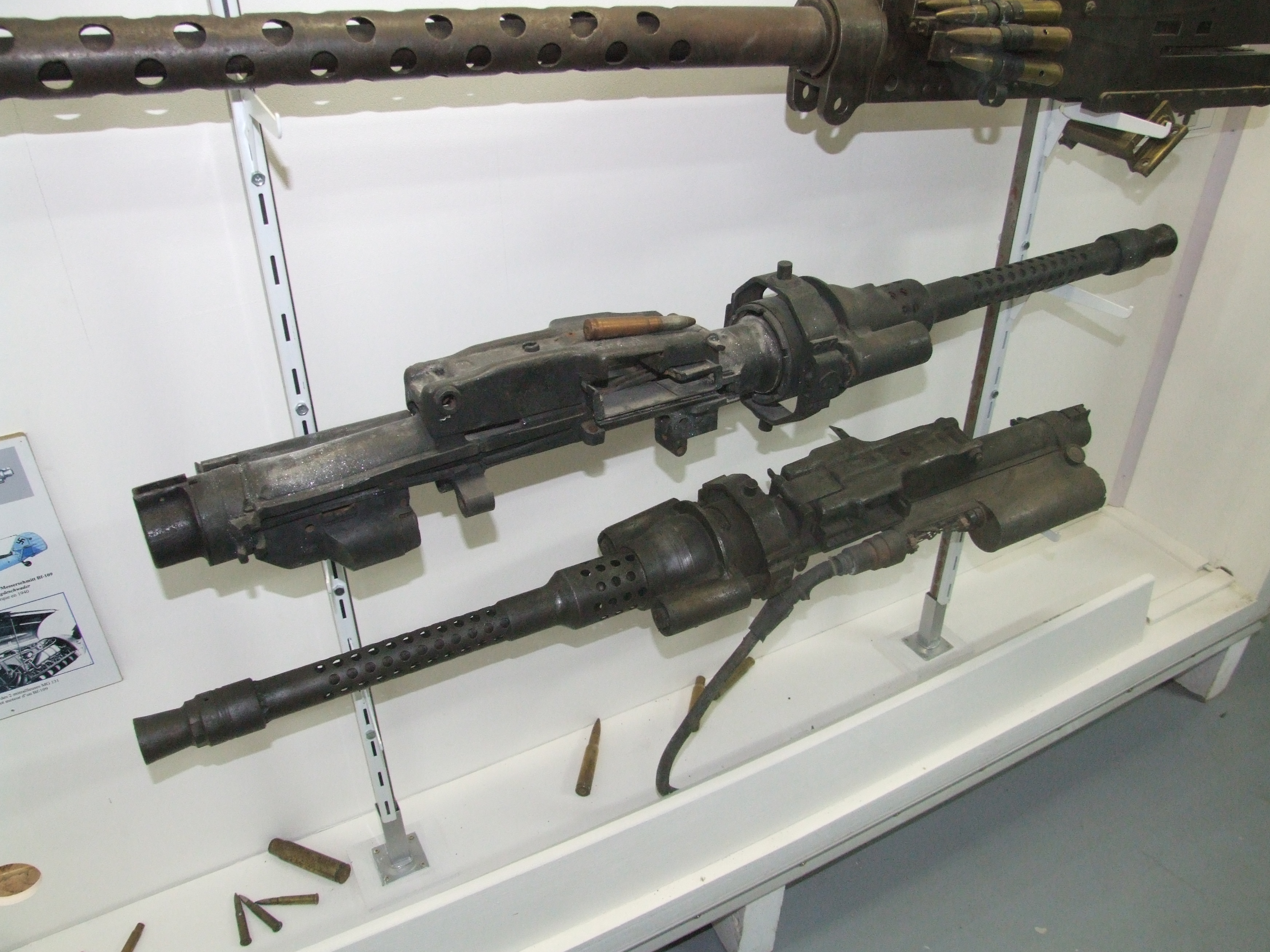
萊茵金屬-博西格 MG 131 (13 mm)

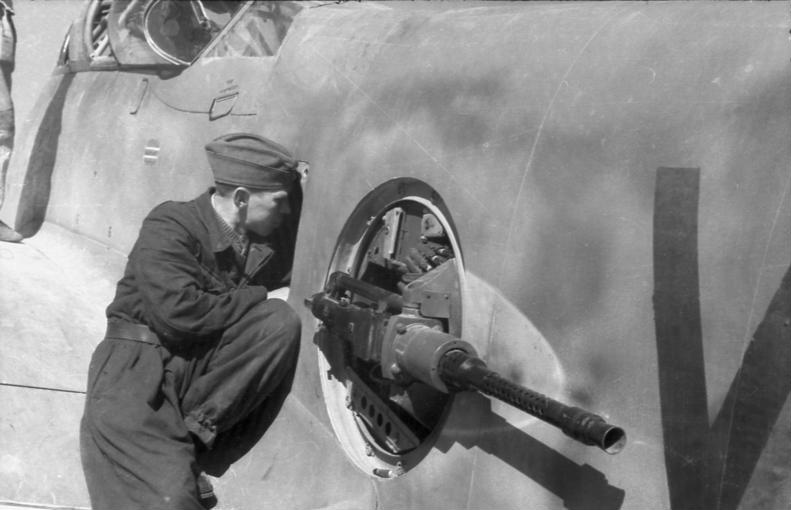
MG 131 - ME 210-410

MG 131主要設計於在固定或非固定物體上，並在二次大戰期間納粹德國軍機上配置 1至2挺機槍。 它主要是安裝在Bf 109戰鬥機，Me 410戰鬥機大黃蜂，Fw 190戰鬥機，Ju 88轟炸機，Ju 388，He 177轟炸機鷹獅型轟炸機與其它軍機上。
MG 131開火是藉由電力驅動彈藥的方式以保持高射速，當射擊時會穿過單引擎戰鬥機的螺旋槳。2挺MG 131機槍的武裝配置主要是出現在Bf 109G（在機身上發現到單邊各出現一個泡型罩或腫包，在發動機後上方靠近機翼的區域，這個額外空間可以安裝更大後膛的新式機槍）後期的武裝整流罩與Fw 190上面。